# 埃別利亞赫灣

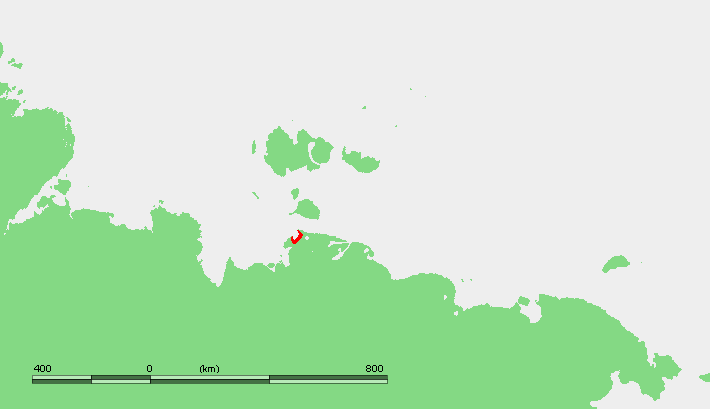

埃別利亞赫灣（Эбеляхская губа）是俄羅斯的海灣，由薩哈共和國負責管轄，位於德米特里·拉普捷夫海峽西南的拉普捷夫海，寬36公里，該地區有大片濕地，全年大部分時間結冰。

## 外部連結
- Location（页面存档备份，存于）
- Satellite View[永久]

72°40′00″N 140°26′00″E / 72.6667°N 140.4333°E